# Mădălina Manole
Mădălina Manole, właśc. Magdalena-Anca Mircea (ur. 14 lipca 1967 w Vălenii de Munte, zm. 14 lipca 2010 w Otopeni) – rumuńska piosenkarka i kompozytorka.

## Życiorys
Córka Iona i Eugenii Manole. Pierwszych lekcji śpiewu udzielała jej piosenkarka z Ploeszti – Ana Tetelea Ionescu. Zadebiutowała na scenie folkowej w 1982. W początkach kariery wspólnie ze Stefanią Gite występowała w zespole Alfa și Beta.
W latach 1985–1988 studiowała w Scoala Populara de Arta, pod kierunkiem Mihaeli Runceanu i Ionela Tudora. W 1988 odniosła zwycięstwo na Festiwalu Pieśni Rumuńskiej w Mamai, gdzie wykonała utwór Un om sentimental (muz. Șerban Georgescu). W tym samym roku wystąpiła w filmie Nelu (reż. Dorin Doroftei). Zagrała ponad 3000 koncertów w Rumunii, występowała także w Niemczech, Austrii, Belgii i USA.
Zmarła śmiercią samobójczą. Ciało piosenkarki znalazł w domu jej własny mąż. W dniu swoich urodzin wypiła śmiertelną dawkę Carbofuranu. 16 lipca została pochowana na cmentarzu Bolovani w Ploeszti.
W życiu prywatnym była dwukrotnie mężatką (Serban Georgescu, Mircea Petru). W 2009 urodziła syna, Petru.

## Dyskografia
- 1991: Fată dragă, (Electrecord)
- 1993: Ei, și ce?, (Electrecord)
- 1994: Happy New Year (Electrecord)
- 1995: The best of Mădălina Manole, (Electrecord)
- 1996: Trăiesc pentru tine, (Roton Music)
- 1997: Lină, lină Mădălină, (Zone Records Polygram)
- 1998: Cântă cu mine, (Zone Records Polygram)
- 2000:  Dulce de tot, (Nova Music Entertainment BMG)
- 2003:  A fost (va fi) iubire
- 2010:  09 Mădălina Manole, (MediaPro Music)